# 타르카리
타르카리(네팔어·힌디어: तरकारी, 우르두어: ترکاری, 벵골어: তরকারি 토르카리)는 네팔을 비롯한 남아시아 지역에서 먹는 부식이다. 감자나 콩 같은 채소로 만드는 경우가 많지만, 고기나 생선을 넣어 만들기도 한다.
네팔에서는 달 바트에 타르카리를 곁들인 달 바트 타르카리를 한 끼 요리로 먹는다.

## 사진 갤러리

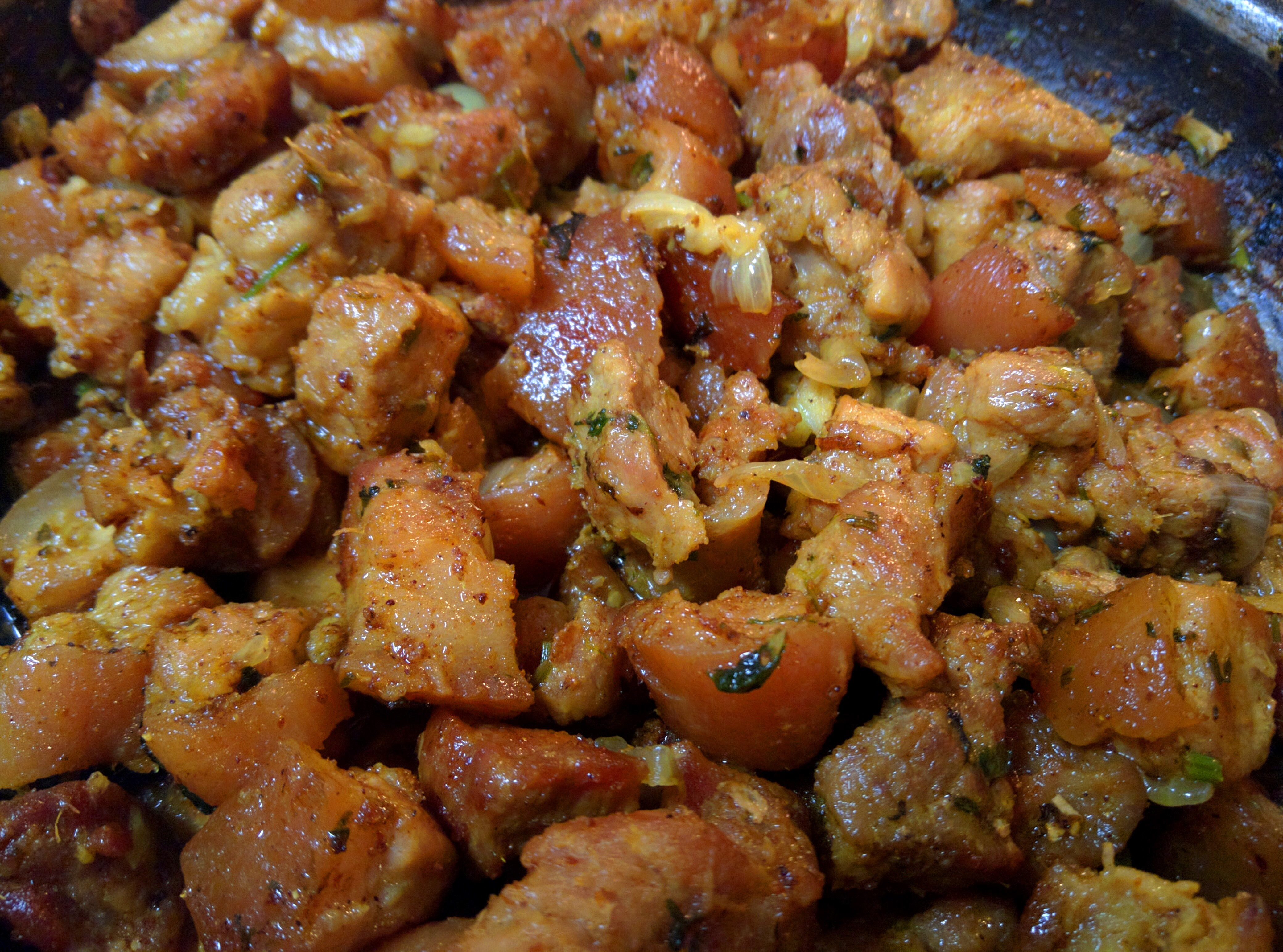
네팔식 돼지고기 타르카리
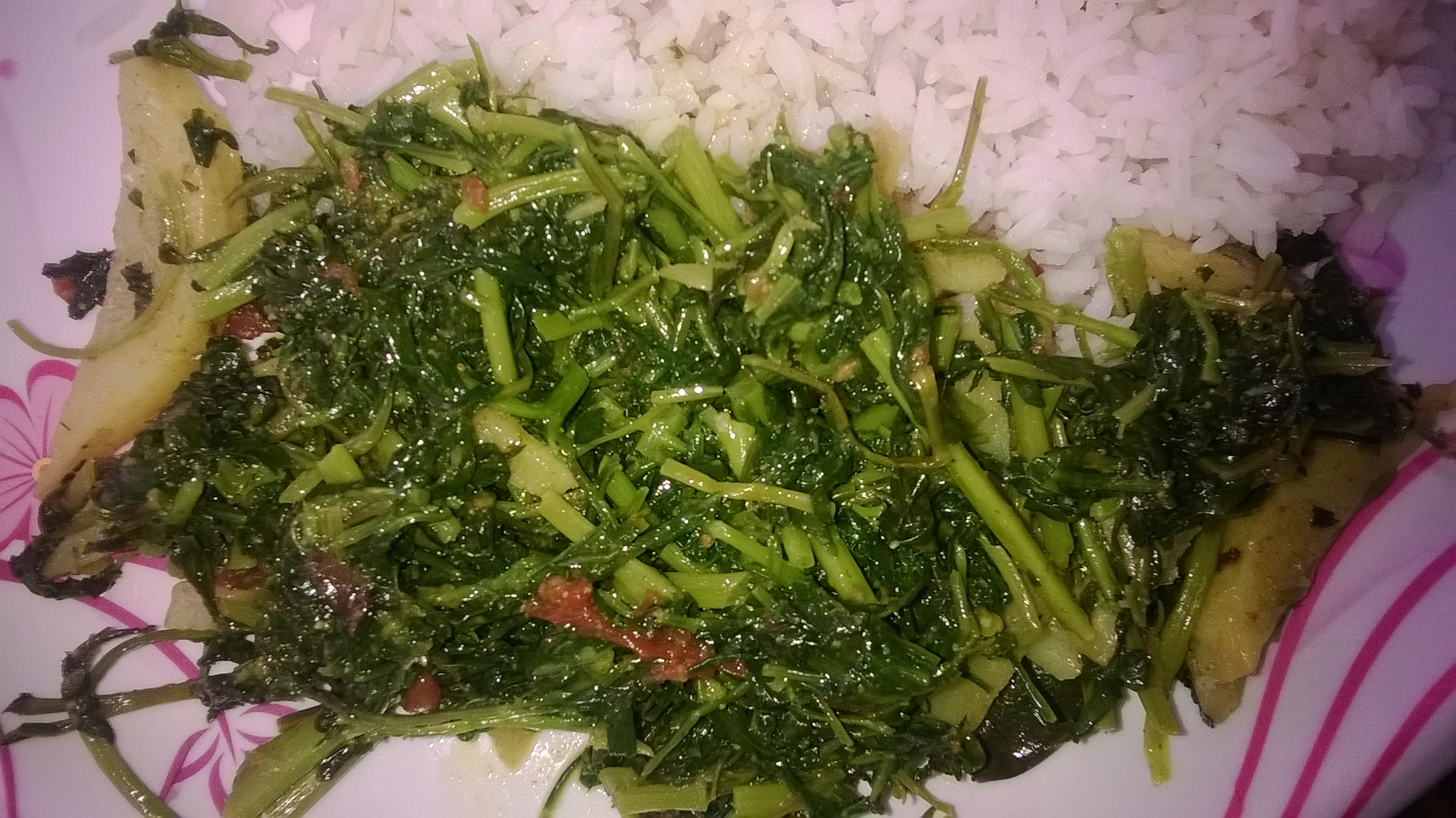
네팔식 큰다닥냉이 타르카리
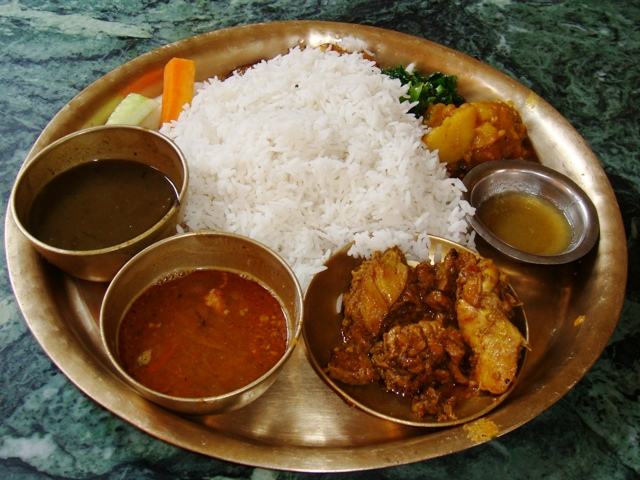
달 바트 타르카리

## 같이 보기
- 반찬